# Kozelecký rajón
Kozelecký rajón (ukrajinsky Козелецький район) byl rajón v Černihivské oblasti na Ukrajině. Hlavním městem byl Kozelec a rajón měl přibližně 43 tisíc obyvatel. 

## Sídla v rajónu
- Desna
- Kozelec
- Oster